# Giovanni Battista Cavalieri
Giovanni Battista Cavalieri (Giovanni Battista de’ Cavalleris) (* 1525 in Villa Lagarina; † 23. Juli 1601 in Rom) war ein italienischer Kupferstecher, Radierer und Verleger.

## Biographie
Über seine Jugendzeit und Ausbildung ist kaum etwas bekannt. Cavalieri war zunächst in Venedig, anschließend in Rom tätig, wo er bei Marcantonio Raimondi und Enea Vico die Radierkunst erlernt hatte. Sein Œuvre umfasst über 380 Stiche und Radierungen, die zumeist Werke anderer Meister seiner Zeit, wie Michelangelo, Raffael, Baccio Bandinelli, Polidoro da Caravaggio, Livio Agresti, Daniele da Volterra, Francesco Salviati u. a. wiedergeben. Cavalieri hat seine Werke mit dem Monogramm „CB“ signiert.
Cavalieris Erfolg ist vor allem der Dokumentation römischer Altertümer zuzuschreiben, insbesondere in den vier Bänden Antiquarum statuarum urbis Romae, die 1585 und 1593 in Rom veröffentlicht wurden und in denen antike Statuen der wichtigsten römischen Sammlungen sowie auch Gebäude abgebildet sind. Für Antonio Ciccarellis Le Vite de' Pontifici (Rom 1588) schuf er 230 Porträts von Päpsten.
Cavalieri trug auch zur Verbreitung des ikonographischen Repertoires der Gegenreformation bei, so ein Ecce homo in der Sammlung des Castello del Buonconsiglio in Trient, oder eine Madonna von Loreto bzw. eine Rosenkranzmadonna.
Sein Werk Opera ne la quale vi è molti Mostri de tute le parti del mondo antichi et moderni (Rom 1585) enthält zahlreiche Fantasiemonster und Fabelfiguren. Dabei wurde er von Hans Burgkmairs Holzschnitten inspiriert, die im Ergänzungsteil zu Giovanni Boteros Delle relationi universali (Venedig: Alessandro de Vecchi 1618) erschienen sind. Obwohl Burkmairs Holzschnitte aus dem Werk von 1618 erst nach Cavalieris Werk erschienen sind, waren diese bereits in der ersten Hälfte des 16. Jahrhunderts publiziert worden.

## Von Cavalieris Stiche angeregte Statuen
Seine vier Bücher Antiquarum Statuarum Urbis Roma dienten als Vorlage zahlreicher Figuren im Park und in den Wasserspielen von Schloss Hellbrunn in Salzburg. Die Herkulesfigur in der Dietrichsruh der Salzburger Residenz wurde nach Cavalieris Antiquarum Statuarum Urbis Romae Primus Et Secundus Liber (Roma 1585, fol. 61) geschaffen. Der Delphinbrunnen in Schloss Frohnburg wurde nach Cavalieris Vorlage (Antiquarum Statuarum Urbis Romae Primus Et Secundus Liber, Rom 1593, fol. 63) gestaltet. Eine Mädchenfigur im Vestibül zum Schloss Mirabell ist die seitenverkehrte Kopie einer Nymphe Dianas (Cavalieri 1585, fol. 35).

## Werke
- Opera ne la quale vi è molti Mostri de tute le parti del mondo antichi et moderni con le dechiarationi a ciascheduno fino al presente anno 1585. Rom 1585.
- Antiquarum Statuarum Urbis Romae Primus et Secundus Liber, Rom 1585 (Digitalisat).
- Le Vite de' pontefici, di Antonio Ciccarelli, [...] con l'effigie di Giovan Battista de Cavallieri, Rom 1588 (Digitalisat).
- Antiquarum statuarum urbis Romae tertius et quartus liber. Rom 1593 (Digitalisat).